# Nives Poli
Nives Poli (Isola d'Istria, 1º novembre 1915 – Firenze, 24 settembre 1999) è stata una ballerina, coreografa e regista teatrale italiana.

## Biografia
Nata a Isola d'Istria nell'allora Austria-Ungheria, discendente dalla famiglia nobile dei Poli di Chioggia.
Si trasferì a Milano e alla scuola di ballo del Teatro alla Scala fu allieva dell'illustre coreografo napoletano Nicola Guerra, divenendo in seguito prima ballerina.
Nel 1937 si trasferì a Firenze, pur mantenendo il rapporto professionale con la Scala, e l'anno successivo fu apprezzata interprete de Lo schiaccianoci di Pëtr Il'ič Čajkovskij.
Nel 1940 assunse la carica di presidente della commissione alla Scala, favorendo l'allestimento della prima italiana de La bella addormentata di Pëtr Il'ič Čajkovskij e di nuovi balletti sinfonici, e integrando l'organico del ballo con ospiti come l'étoile di Roma Guido Lauri.
Nel 1948 assieme al Corpo di Ballo del Teatro alla Scala fu coreografa e attrice del film operistico Follie per l'opera.
Agli anni '50 risalgono le collaborazioni con il corpo di ballo del Teatro Massimo di Palermo e con il Teatro Verdi di Trieste.
Dal 1958 si esibisce con il marito Rolf Rapp (liuto, viola da gamba) in duo (o come trio con il canto). Rapp aveva studiato musica con Carl Orff e liuto con Heinz Bischoff. Poli era un'esperta di musica antica (lei suonava il liuto, il flauto dolce, lo spinettino, le percussioni). Rolf Rapp e Nives Poli hanno registrato almeno quattro dischi tra il 1958 e il 1968.
Nel 1959 in occasione della "messa d'oro" di don Giovanni Rossi, fondatore della Compagnia di San Paolo e nel della Pro Civitate Christiana, danzò in suo onore interpretando alcuni canti biblici con l'accompagnamento di antiche musiche rielaborate da Rolf Rapp.
Fu regista e coreografa del Maggio Musicale Fiorentino: nel 1953 diresse l'opera Medea con Maria Callas e dieci anni dopo l'opera Goyescas di Enrique Granados al Teatro comunale di Firenze durante il Maggio Musicale Fiorentino.
Dal 1971, alla morte del marito Rolf Rapp subentro alla direzione del Complesso fiorentino di musica antica che aveva tenuto concerti nei più importanti festival: Berlino, Maggio musicale fiorentino, Dubrownik, "Heinrich Schütz", Incontri Interleiden, ecc.
Nel 1973 collaborò con l'arpista Elena Polonska suonando nel suo album di musica medievale Harp Music From The Middle Ages suonando il liuto, il salterio e le percussioni.

## Filmografia

### Cinema
- L'albergo della felicità, regia di Giuseppe Vittorio Sampieri (1935)
- Regina della Scala, regia di Guido Salvini e Camillo Mastrocinque (1936)
- Arcobaleno, regia di Giorgio Ferroni (1943)
- Macario contro Zagomar, regia di Giorgio Ferroni (1944)
- Follie per l'opera, regia di Mario Costa (1948)

### Coreografa
- Macario contro Zagomar, regia di Giorgio Ferroni (1944)

## Discografia
- Orchestra dell'Angelicum di Milano – Antonio Vivaldi: Concerto In Fa Maggiore - Concerto In Re Maggiore (1958), Angelicum – 25 / LPA - 1073
- Elena Polonska, La Camerata – Harp Music From The Middle Ages (1974), Candide – QCE-31083
- Elena Polanska, La Camerata – The Medieval & Renaissance Harp (1989), Turnabout – PVT 7146